# Ulrike Toellner-Bauer
Ulrike Toellner-Bauer (* 22. Mai 1959 in Reutlingen; † 5. April 2012 in Essen) war eine deutsche Johanniterkrankenschwester, Fachschwester für Intensiv- und Anästhesiepflege und Hochschullehrerin für Pflegemanagement.

## Leben und Wirken
Ulrike Toellner-Bauer wurde als Tochter des Medizinhistorikers Richard Toellner (1930–2019) und seiner Ehefrau Ingrid Toellner († 2002) geboren. Sie wuchs mit mehreren Schwestern auf. Sie absolvierte im Jahr 1984 ein Krankenpflegeexamen an der Krankenpflegeschule der Johanniterschwesternschaft in Bonn. Im Jahr 1989 erfolgte die Qualifikation als Fachkrankenschwester für Intensiv- und Anästhesiepflege, zwei Jahre später erwarb Toellner-Bauer das Diplom als Lehrerin für Pflegeberufe. 1992 übernahm sie die Gesamtleitung für die pflegerischen Fachweiterbildungen am Universitätsklinikum Köln. Sie studierte berufsbegleitend von 1994 bis 1999 an der Rheinischen-Friedrich-Wilhelms-Universität in Bonn Soziologie und Erziehungswissenschaften sowie Germanistik mit dem Schwerpunkt auf neuere deutsche Literaturwissenschaft. Im Jahr 1999 schloss sie das Magisterstudium ab. In ihrer Magisterarbeit beschäftigte sie sich mit einem Qualitätsmanagementkonzept zur prozessorientierten Patientenversorgung in Akutkrankenhäusern. Sie setzte sich hierbei mit den Arbeiten zum Pflegemanagement und Qualitätsmanagement von Ruth Schröck und Adelheid von Stoesser auseinander.
Von 1999 bis 2001 erhielt Toellner-Bauer ein Stipendium zur Qualifizierung von Frauen für eine Hochschulprofessur des Landes Schleswig-Holstein im Bereich Krankenhausmanagement. In diesem Rahmen erfolgte die Promotion zum Dr. rer. pol. an der Fakultät für Wirtschaftswissenschaft der Universität zu Köln. Auch in ihrer Dissertation beschäftigte sie sich mit dem Qualitätsmanagement an einem Universitätsklinikum, dem sogenannten „Kölner Modell“. Kommunikationsprobleme zwischen der modernen Medizin und Pflege waren wichtiger Bestandteil ihrer Arbeiten zum Qualitätsmanagement. Toellner-Bauer wurde anschließend stellvertretende Pflegedirektorin des Klinikums der Philipps-Universität Marburg und übernahm 2003 eine Professur für Pflegemanagement an der Fachhochschule im Deutschen Roten Kreuz in Göttingen, die ursprünglich nach Clementine von Wallmenich benannt worden war. Anschließend wurde sie im Jahr 2005 Vertretungsprofessorin an der Fachhochschule Fulda für das Fach Pflegewissenschaft und arbeitete mit Christa Winter- von Lersner, die an der Schwesternschule der Universität Heidelberg bei Olga von Lersner (1897–1978) ausgebildet worden war, zusammen. 2006 wurde Toellner-Bauer Professorin für angewandte Pflegewissenschaft an der Evangelischen Fachhochschule Rheinland-Westfalen-Lippe in Bochum. Im Jahr 2011 erhielt sie einen Ruf an die Fachhochschule Münster auf eine Professur Klinische Pflege. Die Pflegewissenschaftlerin Hilde Steppe war wichtige Ideengeberin Ulrike Toellner-Bauers. Frau Toellner-Bauer war Mitglied der Deutschen Gesellschaft für Fachkrankenpflege und Funktionsdienste.
Ulrike Toellner-Bauer fand ihre letzte Ruhestätte auf dem Friedhof des Klosters Amelungsborn. Kloster Amelungsborn war der Altersruhesitz ihres Vaters Richard Toellner.

## Veröffentlichungen
- Toellner-Bauer, Ulrike (1995): Anforderungen an die Umsetzung der Qualitätssicherung in der Intensivpflege - am Beispiel der postoperativen Versorgung eines kardiochirurgischen Patienten. Intensiv. Fachzeitschrift für Intensivpflege und Anästhesie, 3(4): 149-192.
- Toellner-Bauer, Ulrike (1996): Arbeitszufriedenheit und patientengerechtes Arbeiten sind garantiert: Fachweiterbildung Intensivpflege und Anästhesie. Pflegezeitschrift, 49(2): 98-104.
- Toellner-Bauer, Ulrike (1997): Standards in der Intensivpflege - praktizierte Qualitätssicherung. Lübeck u. a.: Gustav Fischer Verlag.[5]
- Toellner-Bauer, Ulrike (1997): Pflegepersonalbedarfsermittlung für eine qualitative Grundversorgung des Intensivpatienten. Intensiv. Fachzeitschrift für Intensivpflege und Anästhesie, 5(3): 117–124.
- Toellner-Bauer, Ulrike (1997): Qualitätsmanagement als interdisziplinäre Aufgabe. In: Neubauer, S./Klotz, T./Schrappe, M./Engelmann, U. (Hrsg.): Perspektiven in Gesundheitsmanagement und Krankenhausorganisation. II. Kölner Krankenhaus-Symposium. Göttingen: Cuvillier Verlag, S. 126–137.
- Toellner-Bauer, Ulrike (1998): Strategien zur Umsetzung eines Qualitätsmanagements in der Intensivpflege. Zeitschrift fur arztliche Fortbildung und Qualitatssicherung, 92(6): 385–392.
- Toellner-Bauer, Ulrike (1999): Instrumente der Qualitätssicherung in der Pflege. Heilberufe, 51(4): 42–44.
- Toellner-Bauer, Ulrike (2000): Von der Mitarbeiterbefragung zur Verbesserung der Ablauforganisation - Betroffene zu Beteiligten machen. In: Trill, Roland/Tecklenburg, Andreas (Hrsg.): Das erfolgreiche Krankenhaus - best practice, Prozeßmanagement, Controlling. Luchterhand Verlag.
- Toellner-Bauer, Ulrike (2000): Veränderungsprozesse managen – von der Mitarbeiterbefragung zur Ablaufreorganisation. In: Klotz, T./Grüne, F./Weigand, C./Lauterbach, K./Schrappe, M. (Hrsg.): Perspektiven 2000. Gesundheitspolitik, Krankenhausorganisation, Qualitätsmanagement. 3 Kölner Krankenhauskongress. Göttingen: Cuvillier Verlag, S. 78–87.
- Toellner-Bauer, Ulrike (2002): Chancen und Nutzen. Leistungserfassung in der Intensivpflege. Pflege aktuell, 56(3): 148–151.
- Toellner-Bauer, Ulrike (2003): Qualitätssicherung des Kölner Patientenfragebogens durch kognitive Pretest-Techniken. In: Pfaff, H./Freise, D.C.;/Mager, G./Schrappe, M. (Hrsg.): Kölner Patientenfragebogen (KPF): Entwicklung und Validierung eines Fragebogens zur Erfassung der Einbindung des Patienten als Kotherapeuten. Sankt Augustin: Aasgard Verlag, S. 91–100.
- Toellner-Bauer, Ulrike (2003): Umfassendes Qualitätsmanagement im Universitätsklinikum - Betroffene zu Beteiligten machen. Entwicklung und Ergebnis des Forschungsprojektes "Das Kölner Modell" (Schriften zur Sozialpolitik; 14). Weiden: Eurotrans-Verlag.
- Toellner-Bauer, Ulrike (2003): Behandlungspfade (Clinical Pathways) zur Verbesserung des klinischen Alltags. In: Teichmann, W. (2003): Erlöse sichern Kosten steuern 3.1. RSS Schulz Verlag, S. 1–16.
- Neubert, Thomas R./Fischer, Michael/Toellner-Bauer, Ulrike (2004): Von der externen zur internen Qualitätssicherung. Pflege & Management, Juni, S. 16–17.
- Toellner-Bauer, Ulrike/Neubert, Thomas/Fischer, Michael (2004): Qualitätssicherung am Beispiel der Leitlinie Dekubitus, ein integriertes Modell. Care concret, 7(32).
- Neubert, Thomas R./Fischer, Michael/Toellner-Bauer, Ulrike (2005): Vom nationalen Standard zur internen Leitlinie "Dekubitus"--Teil 1: Algorithmen sorgen für Transparenz. Pflegezeitschrift, 58(6): 376–379.
- Toellner-Bauer, Ulrike (2004): Ausbildung im Verbund. Sonderdruck Die Schwester/Der Pfleger: Pflegeausbildung vor dem Kollaps? S. 10-12.
- Neubert, Thomas R./Fischer, Michael/Toellner-Bauer, Ulrike (2005): Vom nationalen Prophylaxestandard zur internen Leitlinie "Dekubitus"--Teil 2: Wunden standardisiert und doch individuell behandeln. Pflegezeitschrift, 58(7): 445–448.
- Toellner-Bauer, Ulrike (2006): Pflege-Arzt-Kommunikation. Bessere Kommunikation - mehr Patientensicherheit, 1. Teil: Kommunikationsanalyse. Die Schwester/Der Pfleger, 45(5): 374-379.
- Toellner-Bauer, Ulrike (2006): Pflege-Arzt-Kommunikation: Bessere Kommunikation - mehr Patientensicherheit, 2. Teil: Einführung eines Visitenstandards. Die Schwester/Der Pfleger, 45(6): 448-452.
- Simolka, S./Toellner-Bauer, Ulrike/Osterbrink, A. (2010): Diabetes mellitus bei jüdischen Zuwanderern in Sachsen und Sachsen-Anhalt: Subjektives Krankheitserleben und persönliche Ressourcen in der Krankheitsbewältigung – Empfehlungen hinsichtlich Veränderungen der Beratungssituationen. Diabetologie und Stoffwechsel, 5 - P116.
- Toellner-Bauer, Ulrike (2011): „Duale Ausbildung“ zum Einsatz akademischer Pflegekräfte (Nurse Practitioner/NP) in der stationären Versorgung am Beispiel der Fachweiterbildung Anästhesie- und Intensivpflege. Bericht aus einem Forachungssemester. In: Jahresringe 2011. Bericht des Rektorats Dokumentation des Jubiläums 40 Jahre EFH RWL. Bochum: Evangelische Fachhochschule, S. 59–60.